# Carl Wilhelm Herlitz
Carl Wilhelm Herlitz, född 29 januari 1895 i Stockholm, död där 11 december 1969, var en svensk läkare.

## Biografi
Carl Wilhelm Herlitz var son till läkaren på Gotland Carl Wilhelm Herlitz. Efter studentexamen vid Visby högre allmänna läroverk bedrev han medicinska studier vid Uppsala universitet blev medicine kandidat 1917 och medicine licentiat vid Karolinska institutet 1921. 1922 och 1924-1925 var Herlitz underläkare vid barnsjukhuset Samariten och 1923 och 1925-1929 amanuens och underläkare vid Karolinska institutets barnklinik på Allmänna barnsjukhuset. Han var bataljonsläkare i Fältläkarkåren 1924-1933 och därefter i reserven. 1930 blev Herlitz medicine doktor vid Karolinska institutet och arbetade därefter som praktiserande barnläkare i Stockholm 1930-1942. Han var ordförande i Svenska skolläkarföreningen 1930-1933, var docent i pediatrik vid Karolinska institutet 1932.1955 och tillförordnad överläkare vid Stockholms barnavårdsnämnd 1939-1941. Herlitz tillförordnad professor i pediatrik vid Karolinska institutet 1939-1941, tillförordnad överläkare vid Norrtulls sjukhus 1940-1941, skolöverläkare och Skolöverstyrelsen 1942-1959, ordförande i 1943 års sexualundervisningssakkunniga och ledamot av 1941 års befolkningsutrednings socialpedagogiska delegation 1943-1946. Herlitz erhöll professors namn 1947. Han mottog 1959 Illis Quorum.